# Ver-sur-Launette
 Ver-sur-Launette  es una población y comuna francesa, en la región de Picardía, departamento de Oise, en el distrito de Senlis y cantón de Nanteuil-le-Haudouin.

## Demografía
| 488 | 493 | 466 | 537 | 825 | 1006 |
| Para los censos de 1962 a 1999 la población legal corresponde a la población sin duplicidades (Fuente: INSEE [Consultar]) |     |     |     |     |      |